# Ministry of Terror
Ministry of Terror was een Nederlandse death- en blackmetalband. De band ontstond uit God Dethroned en BYOB. Ministry of Terror bestond van 1994 tot 1998.
In 1994 brachten ze een demo uit. Na lovende kritiek in het blad Aardschok volgde een jaar later een Europese tour met Impaled Nazarene en Krabator. In datzelfde jaar brachten ze hun debuutalbum Fall of Life uit op het label Foundation 2000. In 1996 volgde nog een tour met andere Nederlandse metalbands. Daarna is gitarist Henri Sattler doorgegaan met God Dethroned, en is OverDrunk opgericht.